# 佐々木俊輔
佐々木 俊輔（ささき しゅんすけ、1999年11月6日 - ）は、東京都日野市出身のプロ野球選手（外野手）。右投左打。読売ジャイアンツ所属。

## 経歴

### プロ入り前
小学校1年生の時に高幡イーグルスで野球を始め、中学時代は硬式野球のクラブチームである羽村シニアでプレーしていた。
帝京高等学校では主に内野手としてプレーした。3年夏の東東京大会では第1シードとして臨んだが、準々決勝で東海大高輪台にサヨナラ負けを喫した。3年間で甲子園大会出場はなかった。帝京高校時代は1学年先輩に郡拓也が在籍していた。
高校卒業後は東洋大学へ進学し、主に外野手としてプレー。1年春からリーグ戦に出場したが、打撃では思うように結果が出ず、控えや守備での出番が多かった。3年春のリーグ戦が新型コロナウイルスの影響で中止となり、自粛期間に打撃フォームの改造に取り組んだ。同年秋のリーグ戦からレギュラーに定着し、1番打者を務めた。4年時は主将を務めたが、コロナウイルスの影響で入れ替え戦が実施されず、1部リーグへ昇格することはできなかった。一学年上に村上頌樹がおり、後のプロ入り時には対戦したい投手として名前を挙げている。
その後は日立製作所へ入社。2022年秋の社会人野球日本選手権大会では、JR九州との初戦で先制の本塁打を放ち、勝利に貢献した。
2023年10月26日に開催されたドラフト会議にて、読売ジャイアンツから3位指名を受けた。11月13日に契約金6000万円、年俸1200万円で仮契約した（金額は推定）。背番号は44。担当スカウトは實松一成。

### 巨人時代
2024年は、オープン戦で規定打席に1打席足りないものの打率.400（45打数18安打）と好調で、ドラフト1位の西舘勇陽、4位の泉口友汰とともに、開幕一軍メンバー入りした。3月29日の阪神タイガース（東京ドーム）との開幕戦では「1番・中堅手」で先発出場を果たし、青柳晃洋から初安打・初打点を記録した。しかしその後はレギュラー争いで結果を残せず開幕から40試合に出場していた5月20日に初めて二軍に降格した。6月23日に1か月ぶりに一軍に戻るが、一軍と二軍の行き来が続き9月8日に登録抹消。二軍では54試合に出場し、打率.315、3本塁打、20打点、OPS.797、11盗塁と好成績を残し、チームの最終戦となった10月2日の横浜DeNAベイスターズ戦（東京ドーム）で一軍に合流し、スタメン起用されると決勝の適時打を放つなど勝利に貢献。最終的に59試合、打率.231、6打点の成績でレギュラーシーズンを終えた。

## 選手としての特徴
身長170cm台と小柄な体格から生み出されるパンチ力が持ち味の走・攻・守の揃った外野手。
2024年2月から宮崎で行われた春季キャンプでは打球速度170km/hを記録しており、阿部慎之助は「打球速度もね、あの体で170超えてきたしね。すごいなと思いながら見ていました。」と記者の取材に答えた。
50m走のタイムは6秒フラットと俊足である。
遠投110mで、守備範囲については社会人野球屈指の守備範囲を誇る。

## 人物
幼少期から猿に似ていると言われており、愛称は「おさるのジョージ」にちなんだジョージ。

## 詳細情報

### 年度別打撃成績
| 年 度     | 球 団     | 試 合 | 打 席 | 打 数 | 得 点 | 安 打 | 二 塁 打 | 三 塁 打 | 本 塁 打 | 塁 打 | 打 点 | 盗 塁 | 盗 塁 死 | 犠 打 | 犠 飛 | 四 球 | 敬 遠 | 死 球 | 三 振 | 併 殺 打 | 打 率 | 出 塁 率 | 長 打 率 | O P S |
| --------- | --------- | ----- | ----- | ----- | ----- | ----- | -------- | -------- | -------- | ----- | ----- | ----- | -------- | ----- | ----- | ----- | ----- | ----- | ----- | -------- | ----- | -------- | -------- | ----- |
| 2024      | 巨人      | 59    | 156   | 143   | 13    | 33    | 5        | 1        | 0        | 40    | 6     | 2     | 1        | 3     | 1     | 9     | 0     | 0     | 44    | 3        | .231  | .275     | .280     | .554  |
| 通算：1年 | 通算：1年 | 59    | 156   | 143   | 13    | 33    | 5        | 1        | 0        | 40    | 6     | 2     | 1        | 3     | 1     | 9     | 0     | 0     | 44    | 3        | .231  | .275     | .280     | .554  |

- 2024年度シーズン終了時

### 年度別守備成績
| 年 度 | 球 団 | 外野  | 外野  | 外野  | 外野  | 外野  | 外野     |
| 年 度 | 球 団 | 試 合 | 刺 殺 | 補 殺 | 失 策 | 併 殺 | 守 備 率 |
| ----- | ----- | ----- | ----- | ----- | ----- | ----- | -------- |
| 2024  | 巨人  | 45    | 68    | 4     | 0     | 0     | 1.000    |
| 通算  | 通算  | 45    | 68    | 4     | 0     | 0     | 1.000    |

- 2024年度シーズン終了時

### 記録
初記録
- 初出場・初先発出場：2024年3月29日、対阪神タイガース1回戦（東京ドーム）、「1番・中堅手」で先発出場[14]
- 初打席：同上、1回裏に青柳晃洋から二ゴロ
- 初安打：同上、3回裏に青柳晃洋から投手内野安打[14]
- 初打点：同上、5回裏に青柳晃洋から遊ゴロ野選の間[15]
- 初盗塁：2024年4月11日、対東京ヤクルトスワローズ2回戦（明治神宮野球場）、6回表に二盗（投手：高橋奎二、捕手：中村悠平）

### 背番号
- 44（2024年[8] - ）

### 登場曲
- 「スーパー・クレジット」マイケル・ジアッチーノ（2024年）
- 「イカロス」GReeeeN（2025年 - 同年7月）
- 「Immortals」フォール・アウト・ボーイ（2025年7月 - ）